# Aceite de serpiente

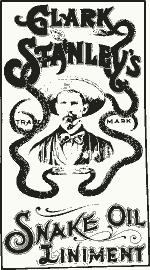
Anuncio original del linimento de aceite de serpiente de Clark Stanley.

El aceite de serpiente es una medicina china tradicional, hecha de serpiente china de agua, usada para tratar el dolor articular. Sin embargo, el uso más común de la frase es un término peyorativo originado en Estados Unidos para compuestos ofrecidos como medicinas, que implica que son un simulacro, un fraude o pura charlatanería. La expresión también se emplea de forma metafórica para cualquier producto con un marketing exagerado que presente cualidades o beneficios cuestionables o inverificables.

## Historia
El aceite de serpiente procede originalmente de China, donde recibe el nombre de shéyóu (蛇油). Tradicionalmente se consideraba útil como remedio para la inflamación y el dolor en casos de artritis reumatoide, bursitis, y otras situaciones que provocan dolor articular, y aún hoy día se vende en farmacias chinas. 
La grasa de serpiente también se empleaba en el Antiguo Egipto, mezclada con grasa de león, hipopótamo, cocodrilo, gato macho e íbice de Nubia formando una masa homogénea que se creía curaba la calvicie.

## Conversión en una medicina patentada
Los trabajadores chinos empleados en la construcción del primer ferrocarril transcontinental de Estados Unidos introdujeron el uso del aceite de serpiente entre los trabajadores europeos con dolor articular. La afirmación de que frotar aceite de serpiente sobre la zona reducía el dolor fue ridiculizada en su día por los vendedores de medicinas patentadas, pero con el tiempo estos lo integraron en su arsenal de remedios, y aceite de serpiente se convirtió en un nombre genérico para muchos compuestos comercializados como panaceas, remedios milagrosos cuyos ingredientes eran en general secretos, sin identificar, o directamente falsos. En su mayor parte eran inertes o inefectivos, atribuyéndose al efecto placebo los posibles efectos beneficiosos que pudieran tener.
Los remedios patentados se originaron en Inglaterra, donde se extendió una patente para el elixir de Richard Stoughton en 1712. No hubo regulación federal en los Estados Unidos acerca de la seguridad y efectividad de los medicamentos hasta el Acta de Alimentos y Medicamentos de 1906, y la gran mayoría de vendedores o incluso fabricantes de medicinas no tenían suficiente formación en análisis químico como para analizar el contenido del aceite de serpiente, lo cual convirtió al aceite de serpiente en el arquetipo del timo. 
El vendedor de aceite de serpiente se convirtió en un personaje tipo de las películas del oeste: un "doctor" viajero de credenciales dudosas, que vende medicinas (como el aceite de serpiente) mediante explicaciones promocionales claramente exageradas, basándose frecuentemente en afirmaciones pseudocientíficas, normalmente falsas. Para incrementar las ventas se solía emplear a un cómplice entre el público, que atestiguaba las bondades del medicamento simulando ser un testigo imparcial, con el ánimo de provocar un entusiasmo comprador entre los espectadores. El supuesto doctor y su cómplice procedían a abandonar el pueblo antes de que los compradores empezaran a sospechar que habían sido estafados.
La práctica de vender remedios de dudosa o indemostrada efectividad se emplea aún hoy día, aunque con técnicas de marketing mejoradas. Son especialmente frecuentes las afirmaciones de curas "revolucionarias" para enfermedades crónicas como la diabetes o el alzheimer, para las cuales la ciencia médica actual, basada en pruebas médicas, solo conoce tratamientos sintomáticos. La expresión "vender aceite de serpiente" se usa como término peyorativo para describir este tipo de prácticas.

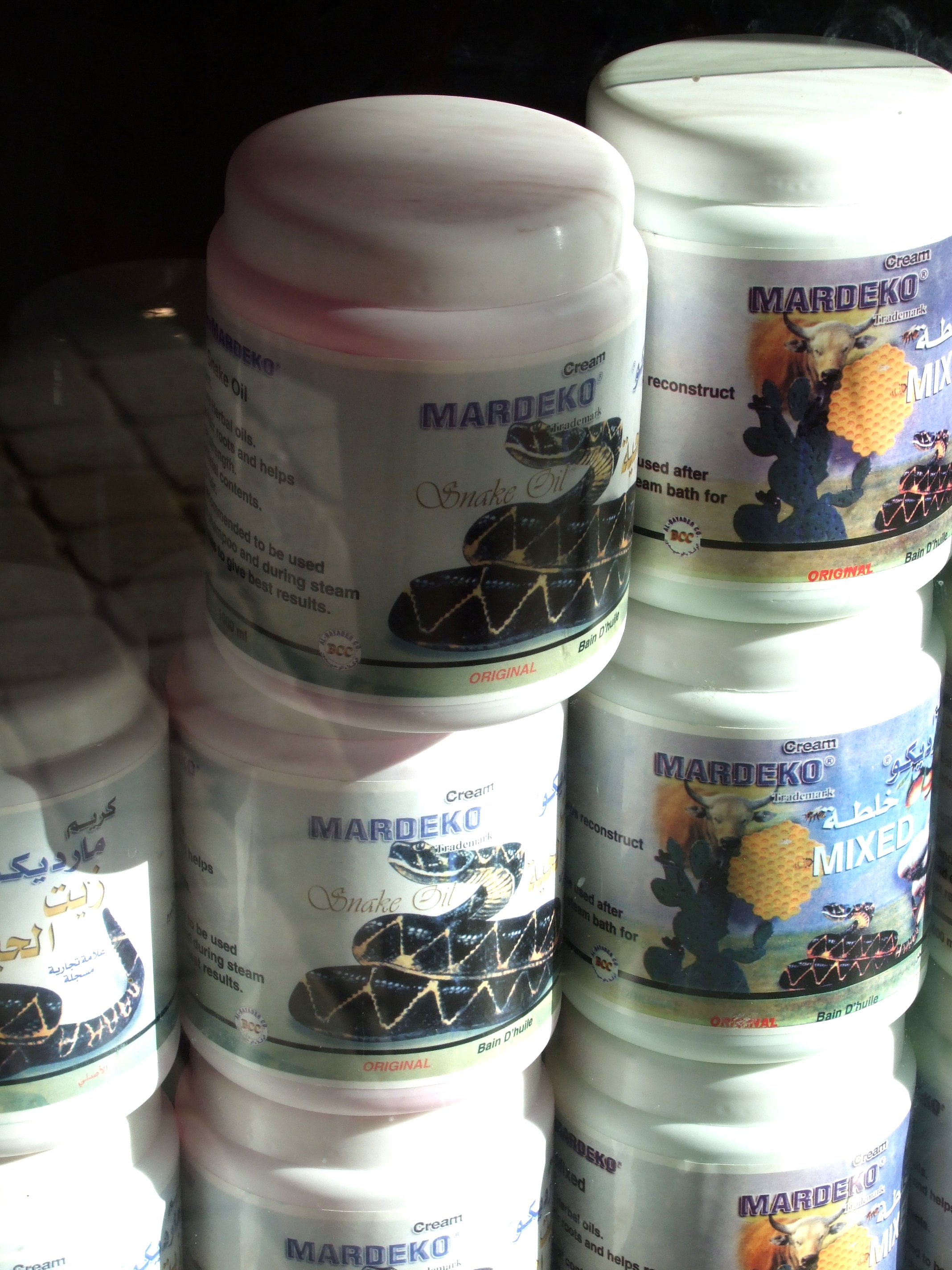
Cápsulas de aceite de serpiente a la venta en un mercado de Marrakech.